# Hidroelektrana Đerdap
Hidroelektrana Đerdap je sustav od jedne branske i jedne riječno protočne hidroelektrane, "Đerdap I" i "Đerdap II", koje su izgrađene na rijeci Dunav na izlasku iz Đerdapske klisure, na srpsko-rumunjskoj granici, čime pripada Srbiji i Rumunjskoj.
"Đerdap I" sagrađen je 1970. godine na 943. kilometru rijeke. Na srpskoj i rumunjskoj strani Dunava napravljeno je po 6 generatora od po 176,3 MW. Snaga generatora na pragu sa srpske strane iznosi 1.058 MW. Instalirani su za protok od 4800 m³/s i puštani su u pogon od 1970. do 1972. godine. Nalazi se u mjestu Karataš, a neposredno ispod hidrocentrale nalaze se ostaci rimske utvrde Diana.
"Đerdap II" sagrađen je 1984. godine na 863. kilometru. Na srpskoj strani je snaga generatora na pragu 270 MW (10 agregata po 27 MW i protok od 422 m³/s). Puštani su u pogon 1985., 1986., 1987., 1998. i 2001. godine.

## Vanjske poveznice
- Hidroelektrana Đerdap  Arhivirana inačica izvorne stranice od 9. rujna 2011. (Wayback Machine)